# Joinville (Adelsgeschlecht)
Das Haus Joinville war eine Familie des Feudaladels der hochmittelalterlichen Champagne in Frankreich, deren namensgebende Stammburg bei der Gemeinde Joinville im heutigen Département Haute-Marne lag.

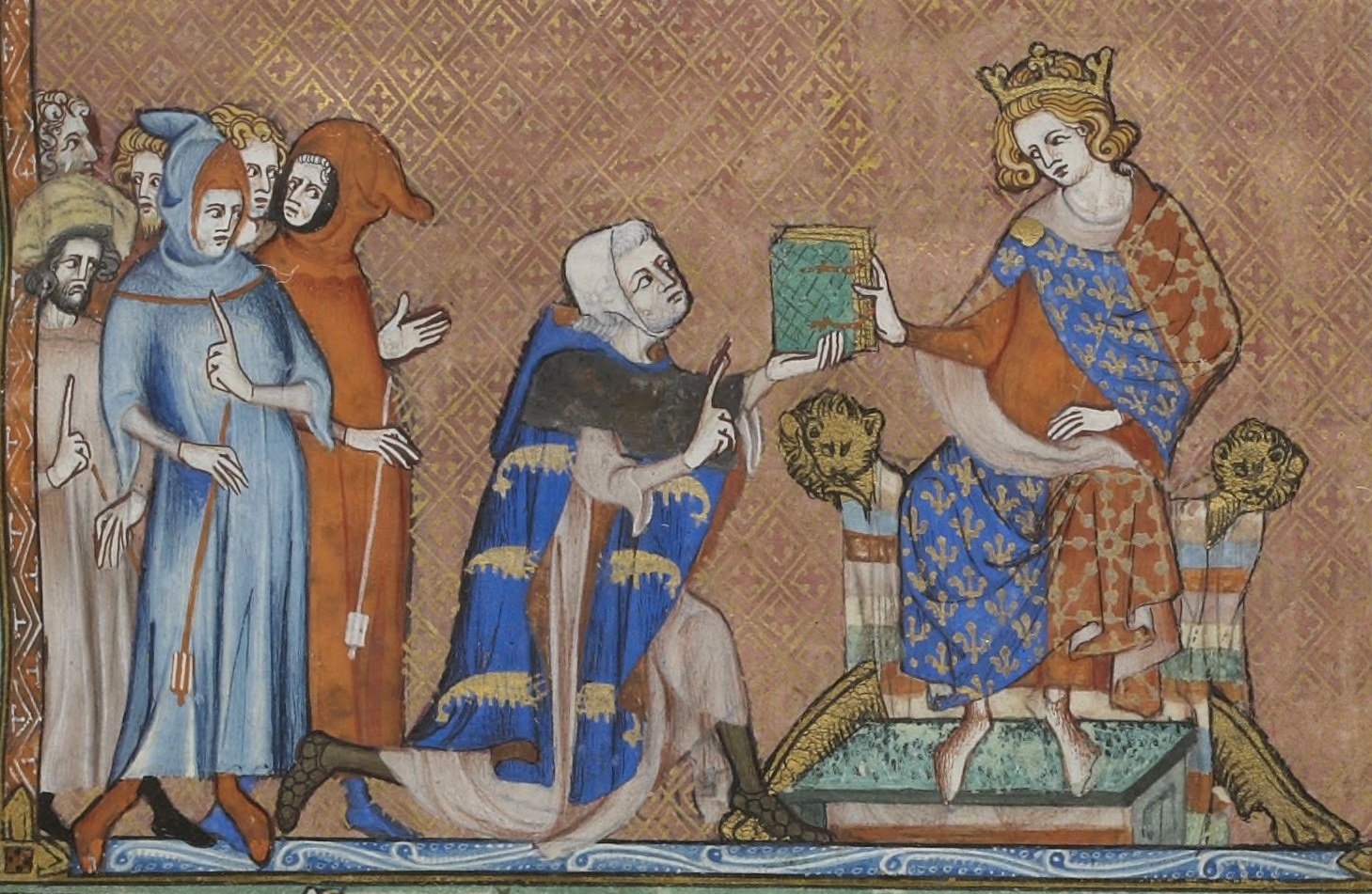
Johann von Joinville übergibt dem König von Navarra und nachmaligen König Ludwig X. von Frankreich seine vollendete Vita zu Ludwig IX. dem Heiligen. Miniatur vom Dedikationsblatt der ältesten Abschrift von Joinvilles Heiligen-Vita, 14. Jahrhundert; [http://gallica.bnf.fr/ark:/12148/btv1b8447868p/f19.image Bibliothèque nationale de France, MS français 13568.

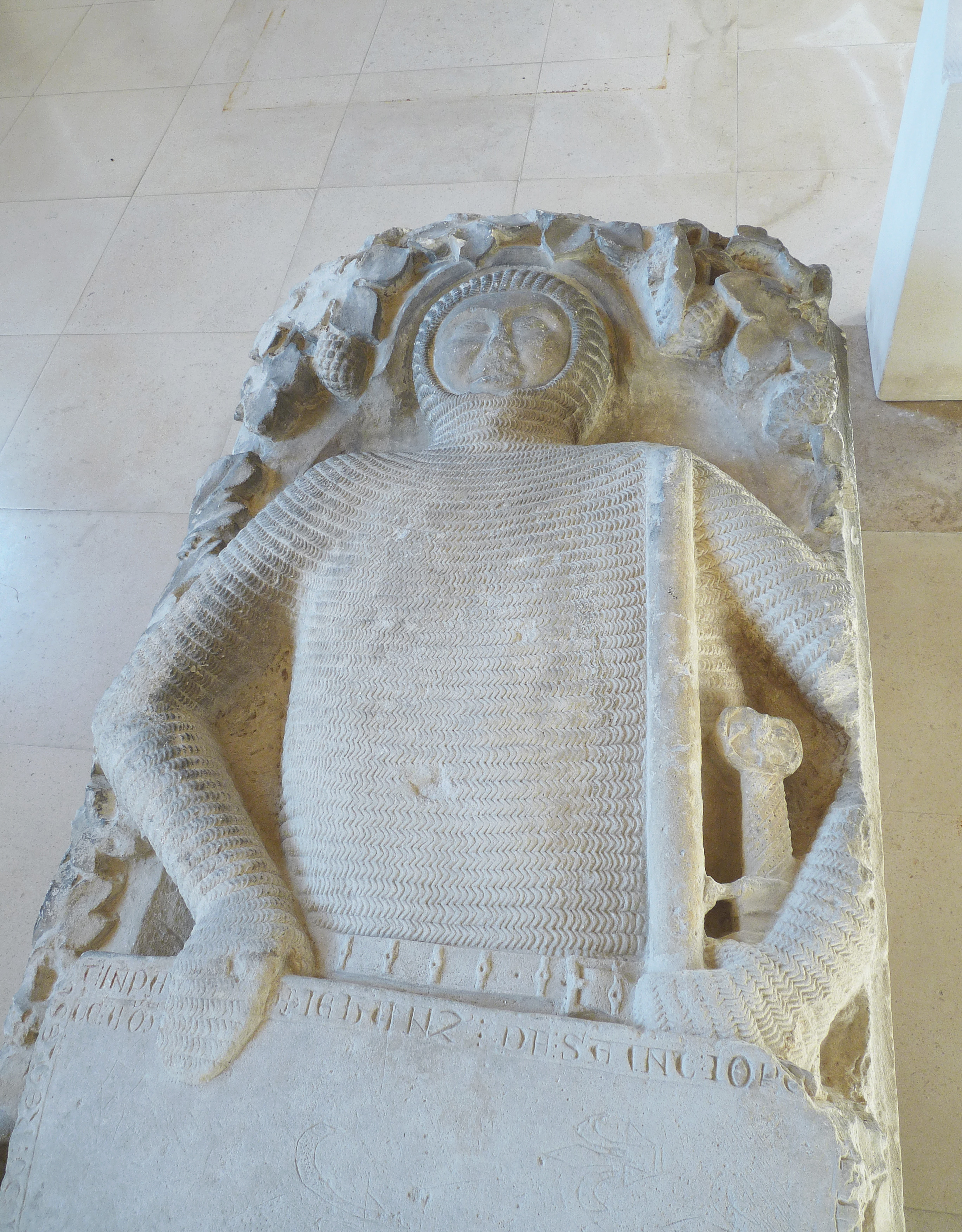
Die Deckplatte vom Grab Guidos I. von Joinville († 1259), Herr von Sailly, im Museum von Bar-le-Duc. Das Grab befand sich ursprünglich in der Abtei von Écurey.

## Geschichte

### Ursprünge
Am Anfang der Familie stand Stephan, welcher aus der bei der Abtei Saint-Urbain gelegenen Ortschaft Vaux stammte und noch vor dem Jahr 1018 mit der Unterstützung seines Schwiegervaters, Graf Engelbert II. von Brienne, eine „neue Burg“ auf einem Hügel am linken Ufer der oberen Marne an der Grenze zu Lothringen errichtet hat. Im besagten Jahr ist Stephano Novi-Castelli domino vom Bischof von Toul wegen Übergriffe auf religiöse Einrichtungen exkommuniziert worden. Im Schutz dieser Burg scheint sich ihr zu Füßen schnell eine Siedlung gebildet zu haben, die schon im Jahr 1027 dem König Robert II. namentlich bekannt war, als dieser Stephanus de Junci-villa zur Restitution geraubten Guts an die Abtei Montier-en-Der aufgefordert hat. Das aus dieser Korrespondenz zu zeichnende Charakterbild Stephans weist ihn als einen Akteur jener feudalen Anarchie aus, die Frankreich in jener Zeit beherrschte, in denen unzählige Raubritter sich mittels Gewalt zu behaupten und durch Burgenbau eine dauerhafte Machtbasis zu sichern suchten. Mit der Kontrolle über die obere Marne und als Schutzherren der Abtei Saint-Urbain hatten sich die ersten Joinville erfolgreich im Burgadel der Champagne etabliert und ihre Position durch Versippung mit den ihnen benachbarten Familien von Brienne und Reynel gesichert. Der mittelalterliche Autor Alberich von Trois-Fontaines hat die ersten drei Vertreter der Familie mit den frühen Grafen von Joigny gleichgesetzt, was allerdings weder durch das Urkundenwesen der Familie noch durch anderweitige erzählende Chroniken bestätigt werden kann, weshalb diese Behauptung in der modernen Geschichtswissenschaft als unzureichend begründet gilt. Tatsächlich waren jene von Joinville mit dem Haus Joigny über die Schwiegermutter Stephans von Vaux miteinander versippt und hatten sich im 11. Jahrhundert gegeneinander befehdet.
Begünstigt durch ihre Grenzlage zu Lothringen, welches zum heiligen römischen Reich gehörte, hatten die Joinville durch den Bau der Burg von Vaucouleurs an der Maas ihre Macht bis jenseits der Grenze Frankreichs ausdehnen können. Zugehörig aber hatte sich die Familie zur Feudalordnung der Champagne gesehen und am Hof des regierenden Grafenhauses um Macht und Einfluss gerungen. Gottfried III. war der erste der Familie, der mit dem Amt des Seneschalls betraut wurde, was einer Position des obersten Verwaltungsministers des Grafen entsprach. Im frühen 13. Jahrhundert hatte Simon die Wirren des Erbfolgekrieges in der Champagne genutzt und sich erfolgreich die Erblichkeit des Seneschallats für seine Familie von Graf Theobald IV. erstritten. Nachdem die Champagne zur Mitte des 13. Jahrhunderts immer stärker von der königlichen Verwaltung ergriffen und durch die Ehe ihrer letzten Erbin Johanna mit König Philipp IV. gänzlich in die Krondomäne eingegangen ist, hatte das gräfliche Seneschallat zunehmend an Bedeutung verloren und ist für die Joinville zu einer bloßen Ehrtitulatur verkommen, die nach dem Erlöschen ihrer Hauptlinie im frühen 15. Jahrhundert von ihren Erben nicht weitergeführt wurde.
Mit seiner Teilnahme am zweiten Kreuzzug hat Gottfried III. die lange Kreuzfahrertradition seiner Familie begründet, die nahezu jede Feudalfamilie der Champagne auszeichnete. Gottfried IV. ist 1190 auf dem dritten Kreuzzug während der Belagerung von Akkon (1189–1191) gestorben, ebenso wie Gottfried V. 1204/05 als Kreuzritter in „Übersee“ (Outremer) gestorben ist. Simon kämpfte 1218 auf dem Kreuzzug von Damiette an der Seite seines Vetters Johann von Brienne, König von Jerusalem. Sein Sohn Johann hat am sechsten Kreuzzug (1248–1254) teilgenommen, auf dem er sich der Gefolgschaft König Ludwigs IX. (Saint Louis) angeschlossen hat. Seine Autorenschaft zu einer der bekanntesten Viten über diesen heiliggesprochenen König hat Johann von Joinville zu dem heute prominentesten Vertreter seiner Familie gemacht. Der jüngere Bruder des Biographen, Gottfried von Vaucouleurs, hat mit seiner Teilnahme am Kreuzzug des Prinzen Eduard (1270–1272) die Kreuzfahrergeschichte derer von Joinville abgeschlossen.
Die Hauptlinie der Familie Joinville ist mit Margarete, Gräfin von Vaudémont, im Jahr 1418 erloschen. Die Familienstammburg ist an deren Nachkommen aus dritter Ehe in das Haus Lothringen-Guise übergegangen, welche im 16. Jahrhundert die Burg zugunsten eines Palais haben abreisen lassen. Der Bruder des Biographen, Gottfried († 1314), hatte die Burg Vaucouleurs übernommen und am englischen Königshof Karriere gemacht, wo er als „Baron Geneville“ in die englische Nobilität naturalisiert wurde. Seine Güter in England und Irland waren durch die Ehe seiner Enkelin Joan de Geneville († 1356) an die Familie Mortimer gefallen. Vaucouleurs wurde von einem anderen Enkel gegen 1335 im Tausch für andere Güter an die französische Krone abgetreten.

### Neapolitanische Linie
Auch an einem weiteren bedeutenden Feldzug der französischen Ritterschaft des 13. Jahrhunderts war die Familie beteiligt. Der älteste Sohn des Biografen, Gottfried von Joinville, und zwei seiner Söhne gehörten der Gefolgschaft des Prinzen Karl von Anjou bei der Eroberung des Königreichs Sizilien gegen die Staufer an. Seine Frau war eine Enkelin des Geschichtsschreibers Gottfried von Villehardouin und in der Heimat hatte er die vergleichsweise kleine Grundherrschaft Briquenay besessen. Für seine Dienste für den Anjou wurde er in Unteritalien nun mit der Herrschaft über Calvi und Rocca di Mondragone in der Terra di Lavoro belohnt. Hier dauerhaft sesshaft geworden, hatte er so einen italienischen Zweig der Familie (ital. Jamvilla) begründet, der sich in der Folge der sizilianischen Vesper 1282 an der Seite der Anjou-Könige von Neapel im Kampf gegen die Aragonesen engagierte. Daran beteiligt hatte sich auch einer der Neffen des Biografen, Nikolaus von Joinville, der erstmals 1294 in Unteritalien erwähnt wird und 1300 für seine Dienste mehrere Lehen erhielt. Doch ist er bis spätestens 1315 in die französische Heimat zurückgekehrt, wo er nach 1336 verstarb.
Goffredo I. di Jamvilla war mit dem Prinzen Karl von Salerno in die Gefangenschaft der Aragonesen gefallen, in der er verstarb. Dem älteren Sohn Goffredo II. di Jamvilla wurde während der Regentschaft des Robert von Artois das väterliche Erbe von diesem beschlagnahmt. Vor dem mittlerweile freigelassenen König Karl II. dagegen appellierend, erhielt er 1291 als Entschädigung umfangreiche Lehen in Apulien und Kalabrien mit Sant’Angelo dei Lombardi als Hauptsitz. Auch er fiel im Krieg gegen die Aragonesen. Der jüngere Sohn Giovanni di Jamvilla hatte 1280 das Amt des königlichen Connetablé bekleidet, also des obersten Feldherrn des Königreichs, und wurde danach von König Karl II. als „unser Verwandter“ (consanguineus noster) gewürdigt.
Ein bekannter Angehöriger dieses Zweiges war Niccolò I. di Jamvilla, der unter König Karl II. eine steile Ämterlaufbahn aufnahm. 1304 war er Justiziar der Terra d’Otranto, von 1306 bis 1307 war er in Neapel Regent der Curia regia iustitiæ, König Robert ernannte ihn 1310 zum magister marescallarum und 1315 war er Justiziar der Terra di Lavoro. Zuvor war er am 23. Dezember 1314 in Trapani einer der Unterhändler und Garanten des Hofes von Neapel für den Waffenstillstand mit Friedrich II. von Aragón. Im September 1317 wurde er als Vikar in Florenz eingesetzt, doch nach nur wenigen Wochen von diesem Posten enthoben, nachdem er sich mit seinen Maßnahmen bei der Stadtbevölkerung unbeliebt gemacht hatte. Dafür wurde er im November desselben Jahres zum Vikar in Rom ernannt. Zuletzt amtierte er ab 1323 für Johann von Anjou-Gravina als Vikar im Fürstentum Achaia, wo er 1325 verstarb und im Dominikanerkloster von Clarentsa (heute Kyllini) bestattet wurde. Verheiratet war er mit einer Tochter des aragonesischen Admirals Ruggiero di Lauria. Wohl in seinem Besitz befunden hatte sich eine pro-staufisch gefärbte Chronik über die Herrschaft Kaiser Friedrichs II. und seiner Söhne in Unteritalien (Historia de rebus gestis Friderici II. eiusque filiorum Conradi et Manfredi Apuliæ et Siciliæ Regum), deren Autorenschaft von der älteren Geschichtsforschung (siehe Muratori) deshalb einem gewissen Nicolai de Jamsilla zugeschrieben wurde. Erst am Ende des 19. Jahrhunderts wurde erkannt, dass diese Chronik noch vor 1266 und der Ankunft der Franzosen im Königreich Sizilien vollendet wurde. Weil aber der wahre Autor dieser Chronik bis heute nicht ermittelt werden konnte, wird sie weiterhin unter diesen Namen betitelt.
Filippo I. di Jamvilla wurde 1313 von König Robert die erbliche Grafenwürde für Sant’Angelo dei Lombardi verliehen. Auch er gehörte 1314 zu den Unterzeichnern des Waffenstillstandes von Trapani. Seine Frau, die „herrliche und vortreffliche“ (magnifica et egregia) Ilaria di Sus, war die Tochter von einem der engsten Vertrauten Karls von Anjou und eine der begehrtesten Erbinnen des Königreichs Neapel. Ihr Sohn Niccolò II. bekleidete in Neapel zeitweilig das Amt des königlichen Kammerherrn. Er wurde am 29. Juni 1335 während eines Ritts im Tal des Fortore vermutlich von eigenen Gefolgsleuten ermordet. Seine Söhne Niccolò III. und Amelio haben nacheinander dem weltlichen Leben entsagt und waren als Mönche dem Augustinerorden beigetreten. Der unehelich geborene, aber legitimierte Giovanni Nicola di Jamvilla, Signore di San Giorgio e di Montefusco, amtierte für die Königin Johanna II. als Kapitän des Königreichs. 1443 gehörte er jener Versammlung neapolitanischer Großer an, welche die Übernahme des Thrones durch den Aragonesen Alfons V. unterstützte. Mit seinen Töchtern erlosch der italienische Zweig derer von Joinville im frühen 15. Jahrhundert.

## Wappen
Die Familie Joinville führte ursprünglich dasselbe Wappenmotiv (Bild 1) wie das Haus Broyes (Dept. Marne). Es zeigt drei goldene Rossbremsen (franz.: Morailles, auch Broyes genannt) auf blauem Schild. Es geht vermutlich auf Gottfried IV. zurück, dessen älterer Halbbruder mütterlicherseits Hugo III. von Broyes war. In ihrem Wappen scheinen sich beide Familien auf ihre gemeinsame Herkunft besonnen zu haben.
In den Siegeln Johanns von Joinville ist erstmals eine Erweiterung des ursprünglichen Motivs festzustellen, und zwar in Form einer Löwendarstellung in einem silbernen Schildhaupt (franz.: chef) über den drei Rossbremsen (Bild 2). In einer von ihm angebrachten Inschrift am Grab seines Ahn Gottfried III. in der Abtei Clairvaux hat Johann den Hintergrund dazu erläutert. Demnach habe einst sein Onkel Gottfried V. Trouillard den Respekt des berühmten Kreuzritters Richard Löwenherz, wohl während des dritten Kreuzzugs, dank seiner Waffentaten gegen die Heiden erworben. Der englische König habe ihm darauf das Privileg zur Ergänzung des eigenen Wappens mit seinem Löwenmotiv gewährt. Johann wiederum habe den Wappenschild während seines Aufenthalts im Heiligen Land während des sechsten Kreuzzug am Grab des Onkels im Krak des Chevaliers geborgen und mit in die Heimat geführt, um ihn dort in der Kapelle Saint-Laurent auf Burg Joinville zu verwahren. Dieses Wappen wird heute von der Commune Joinville geführt.

Bild 1
Bild 2

## Stammliste

### Von Stephan von Vaux bis Simon von Joinville
1. Stephan „von Vaux“ († ~1027/35), Erbauer und erster Herr auf der Burg von Joinville; ⚭ N. N. von Brienne, Tochter Engelberts II., Graf von Brienne, und der Adelheid von Sens, Erbin von Joigny.
  1. Gottfried I. († ~1050/80), Herr von Joinville; ⚭ Blanche von Reynel.
    1. Hilduin (⚔ 1055).
    2. Gottfried II. († ~1101), Herr von Joinville; ⚭ Hoderine von Courtenay, Tochter von Joscelin von Courtenay.
      1. Hadwige von Joinville; ⚭ Gobert III., Herr von Apremont.
      2. Rainald († ~1103), Herr von Joinville.
      3. Roger († ~1137), Herr von Joinville; ⚭ Adelarde von Vignory, Tochter Guidos III., Herr von Vignory.
        1. Gottfried III. († 1188), Herr von Joinville und Seneschall von Champagne; ⚭ Felicite von Brienne, Tochter Erhards I., Graf von Brienne.
          1. Gottfried IV. († 1190), Herr von Joinville.
            1. Gottfried V. Trouillard († 1204/05), Herr von Joinville.
            2. Robert von Joinville (⚔ 1205), Herr von Sailly.
            3. Wilhelm von Joinville († 1226), Bischof von Langres und Erzbischof von Reims.
            4. Simon († 1233), Herr von Joinville und Seneschall von Champagne; ⚭ (1) Ermengarde von Montclair; ⚭ (2) Beatrix von Burgund-Auxonne († 1260), Tochter Stephans III., Graf von Auxonne (Haus Burgund-Ivrea).
              1. (I) Gottfried von Joinville († ~1233), Herr von Montclair.
              2. (I) Isabella von Joinville, Herrin von Montclair; ⚭ Simon, Herr von Clefmont.
              3. (I) Beatrix von Joinville; ⚭ Guermond, Vidame von Châlons.
              4. (II) Johann († 1317), Herr von Joinville und Seneschall von Champagne; ⚭ (1) Alix von Grandpré († ~1250/61); ⚭ (2) Alix von Reynel († 1288) – Nachkommen siehe unten
              5. (II) Gottfried von Joinville/Geoffrey de Geneville († 1314), Herr von Vaucouleurs und Trim, Lord von Meath, Justiciar von Irland, 1. Baron Geneville; ⚭ Maud de Lacy – Nachkommen siehe unten
              6. (II) Maria von Joinville († ~1256); ⚭ Johann von Thil-Châtel.
              7. (II) Simon von Joinville († 3. Juni 1277), Herr von Marnay und Gex; ⚭ Lyonette von Gex, Tochter und Erbin von Amadeus II., Herr von Gex.
                1. Peter von Joinville († 1289), Herr von Gex.
                2. Wilhelm von Joinville († nach 1310), Herr von Gex; ⚭ Johanna von Savoyen, Tochter Ludwigs von Savoyen, Herr von Vaud (Haus Savoyen).
                  1. Hugo von Joinville († 1347/48), Herr von Gex; ⚭ Johanna von Montfaucon; Tochter von Heinrichs von Montfaucon, Graf von Montbéliard.
                  2. Eleonore von Joinville († 1360), Herrin von Gex; ⚭ Hugo von Genf, Sohn von Amadeus II., Graf von Genf.

                3. Peter von Joinville († nach 1301), Herr von Marnay.
                  1. Amadeus I. (Amé) von Joinville, Herr von Marnay und Divonne; ⚭ Aimée von Coligny.
                  2. Béraud von Joinville, Herr von Divonne; ⚭ N. N. von Courtremblay.
                    1. Amadeus II. (Amé) von Joinville, Herr von Divonne; ⚭ Catherine Bernier.
                      1. Ludwig von Joinville († nach 1397), Herr von Divonne, Bailli von Vaud.
                      2. Amblard von Joinville († nach 1410), Geistlicher in Lyon.
                      3. N. N. von Joinville, Erbin von Divonne; ⚭ Jakob von Gingins.

                4. Beatrix von Joinville; ⚭ Guy Almandi.

              8. (II) Heloise von Joinville; ⚭ Johann, Herr von Faucogney.
              9. (II) Wilhelm von Joinville, Geistlicher.

            5. Guido I. von Joinville († 1259), Herr von Sailly und Donjeux; ⚭ (1) Agnes; ⚭ (2) Perrenelle von Chappes, Herrin von Jully-sur-Sarce.
              1. (I) Robert von Joinville († ~1269), Herr von Sailly.
                1. Guido II. von Joinville, Herr von Sailly.
                  1. Alix von Joinville († 27. Oktober 1311), Herrin von Sailly; ⚭ Rainald von Choiseul, Herr von Bourbonne.

                2. Simon von Joinville († nach 1323), Herr von Échenay; ⚭ Marie.
                  1. Johann von Joinville († ~1366), Herr von Échenay.
                  2. Laura von Joinville, Herrin von Échenay; ⚭ Jean de Dinteville.

              2. (I) Simon von Joinville († ~1276), Herr von Donjeux.
                1. Guido I. von Joinville († ~1303), Herr von Donjeux; ⚭ Isabelle d’Étrépy.
                  1. Guido II. von Joinville († ~1370), Herr von Donjeux.
                    1. Alix von Joinville († ~1406), Herrin von Donjeux; ⚭ Heinrich von Bourlémont.

                  2. Ogier von Joinville († ~1364), Herr von Effincourt und La Fauche; ⚭ Margarete de La Fauche.
                    1. Heinrich von Joinville, Herr von La Fauche.
                    2. Margarete von Joinville († nach 1366), Herrin von La Fauche; ⚭ (1) Heinrich von Daint-Dizier; ⚭ (2) Odo von Savoisy, Bailli von Vitry.
                    3. Johanna von Joinville; ⚭ Johann von Noyers.

              3. (II) Wilhelm I. von Joinville († 1290), Herr von Jully-sur-Sarce; ⚭ Maria von Tanlay.
                1. Johann von Joinville († ~1321), Herr von Jully-sur-Sarce; ⚭ N. N. von Conflans.
                  1. Wilhelm II. von Joinville († nach 1340), Herr von Jully-sur-Sarce und Saint-Omer.
                  2. Philipp von Joinville, Herr von Saint-Omer.

            6. Andreas von Joinville, Ritter des Templerordens.
            7. Felicite von Joinville; ⚭ Peter II., Herr von Bourlémont.

          2. Gertraude von Joinville; ⚭ Gerhard II., Graf von Vaudémont.

        2. Guido von Joinville († 1190), Bischof von Châlons.

### Die Nachkommen Johanns von Joinville
1. Johann († 1317), Herr von Joinville und Seneschall von Champagne; ⚭ (1) Alix von Grandpré († ~1250/61); ⚭ (2) Alix von Reynel († 1288).
  1. (I) Gottfried von Joinville/Goffredo I. di Jamvilla († ~1285/1290 in Gefangenschaft), Seigneur de Briquenay und Signore di Calvio e della Rocca di Mondragone; ⚭ Mabille von Villehardouin (Haus Villehardouin).
    1. Goffredo II. di Jamvilla (⚔ 1297), Signore di Calvio e della Rocca di Mondragone, 1291 Signore di Sant’Angelo dei Lombardi etc.; ⚭ Filippa di Belmonte, Tochter von Pietro di Belmonte (Beaumont), Signore di Montescaglioso.
      1. Filippo I. di Jamvilla († 20. August 1315), 1. Conte di Sant’Angelo dei Lombardi; ⚭ Ilaria di Sus, Tochter von Amerigo I. di Sus, Barone di Marioles.
        1. Niccolò II. di Jamvilla (⚔ 29. Juni 1335), 2. Conte di Sant’Angelo dei Lombardi; ⚭ 1327 Giovanna del Balzo, Tochter von Amiel del Balzo, Signore di Vintriano und der Francesca d’Avella (Haus del Balzo).
          1. Niccolò III. di Jamvilla/Fra Gian Cola († 1414), 3. Conte di Sant’Angelo dei Lombardi; ⚭ (1) Rebecca Marramaldo; ⚭ (2) 13. März 1338 Francesca di Sabran, Tochter von Guglielmo di Sabran, Conte di Ariano, und der Francesca di Celano.
            1. Elisario di Jamvilla, Abt von Santa-Maria de Gualdo.

          2. Amelio di Jamvilla, 4. Conte di Sant’Angelo dei Lombardi; ⚭ (1) Violante di Sanseverino, Tochter von Enrico di Sanseverino, Conte di Milet; ⚭ (2) Violante di Asperch.
            1. (II) Giovanna di Jamvilla, Contessa di Sant’Angelo dei Lombardi; ⚭ (1) Simone III. de’ Sangro, Signore di Bugnara; ⚭ (2) Luigi di Sabran, Conte di Ariano; ⚭ (3) Nicola Filangieri, Signore di Lapio.
            2. (unehelich) Giovanni Nicola di Jamvilla, Signore di San Giorgio di Montefusco.
              1. Violante di Jamvilla († 1490), Signora di Nusco, bestattet in der Kathedrale von Nusco.
              2. Ilaria di Jamvilla († 1529), Signora di Nusco; ⚭ Pietro di Fusco Brancaccio, Patrizier in Neapel.

          3. Ludovico „Luigi“ di Jamvilla († nach 1384), Signore de Maralfi; ⚭ (1) Antonella di Sangro; ⚭ (2) Orsolina di Iolia, Tochter von Niccolò di Iolia, Conte di Satriano e di Angela di Capua.
          4. Filippo II. di Jamvilla († nach 1382), Parteigänger der Anjou-Durazzo; ⚭ Agnese di Pietramala.

      2. Erarda di Jamvilla; ⚭ Filippo Siginolfo, Signore di Zuncolo.

    2. Giovanni „Trouillard“ di Jamvilla († vor 1299), Signore di Venafro, Connetablé des Königreichs Sizilien; 1. ⚭ 1281 Belladama Ruffo, Tochter von Pietro, 2. Conte di Catanzaro, und der Giovanna d’Aquino di Acerra; 2. ⚭ 22. Februar 1284 Isabella Filangieri, Tochter von Riccardo Filangieri, Conte di Marsico.
      1. (II) Goffredo III. di Jamvilla († 29. September 1327), Signore di Venafro.
      2. (II) Niccolò I. di Jamvilla († 1325), Signore di Vico del Gargano e Ischitella, Regent der Curia regia iustitiæ in Neapel; ⚭ Margtherita di Lauria, Contessa di Terranova, Tochter von Ruggiero di Lauria und der Saurina d’Entença.
      3. (II) Isabella di Jamvilla; ⚭ 1306 Rofforedo Filomarino, Patrizier in Neapel.

    3. Wilhelm von Joinville († ~1312), Herr von Briquenay, ⚭ Beatrix von Brienne, Tochter Erhards III. von Brienne, Herr von Venisy.
      1. Alix von Joinville († 1358), Herrin von Briquenay und Venisy; ⚭ Johann II. von Saarbrücken, Herr von Commercy (Maison de Broyes).

  2. (I) Johann von Joinville (* 1248, † ~1304), Herr von Ancerville.
  3. (II) Johann von Joinville († ~1301), Herr von Reynel.
  4. (II) Anselm († 1342/43), Herr von Joinville, Seneschall von Champagne, Marschall von Frankreich; ⚭ (1) Laura von Saarbrücken, Tochter Simons II. von Commercy-Saarbrücken (Maison de Broyes); ⚭ (2) Margarete von Vaudémont, Tochter Heinrichs III., Graf von Vaudémont.
    1. (I) Johanna von Joinville; ⚭ Johann von Noyers, Graf von Joigny.
    2. (II) Heinrich (* 1327; † 1365), Herr von Joinville, Graf von Vaudémont und Seneschall von Champagne; ⚭ Maria von Luxemburg, Tochter Johanns I. von Luxemburg, Herr von Ligny (Haus Luxemburg).
      1. Margarete (1354–1418), Herrin von Joinville und Gräfin von Vaudémont; ⚭ (1) Johann von Chalon († 1373), Herr von Montaigu; ⚭ (2) Peter († 1392), Graf von Genf; ⚭ (3) Friedrich von Lothringen (⚔ 1415), Herr von Rumigny.
      2. Alix von Joinville († 1413); ⚭ Theobald VII., Herr von Neufchâtel.

  5. (II) Margarete von Joinville († ~1306), Erbin von Lirey; ⚭ Johann von Charny, deren Sohn: Geoffroy de Charny.
  6. (II) Alix von Joinville († 1307); ⚭ (1) Johann IV. von Arcis, Herr von Arcis-sur-Aube und Chacenay (Haus Chacenay); ⚭ (2) John of Lancaster († um 1327), Herr von Beaufort (Haus Plantagenet).
  7. (II) Walter von Joinville († ~1308), Herr von Beaupré.
  8. (II) Andreas I. von Joinville († ?), Herr von Bonney und Beaupré.
    1. Simon von Joinville († ~1386), Herr von Beaupré; ⚭ Cunégonde von Beauffremont.
      1. Aubert von Joinville († ~1415), Herr von Beaupré; ⚭ Agatha von Grand.
        1. Mathilde von Joinville († nach 1440), Herrin von Beaupré; ⚭ Karl von Haraucourt.
        2. Johanna von Joinville; ⚭ Gerhard IV. von Pulligny.

    2. Anselm von Joinville († ~1378), Herr von Bonney; ⚭ Agatha von Pulligny.
      1. Andreas II. von Joinville († ~1420), Herr von Bonney; ⚭ Johanna von Bourlémont.
      2. Johanna von Joinville; ⚭ Johann IV. von Salm (⚔ 1431) (Haus Salm).

### Die Nachkommen Gottfrieds von Joinville / Geoffrey de Geneville
1. Gottfried von Joinville/Geoffrey de Geneville († 1314), Herr von Vaucouleurs und Trim, Lord von Meath, Justiciar von Irland, 1. Baron Geneville; ⚭ Maud de Lacy.
  1. Gottfried von Joinville (starb jung).
  2. Piers de Geneville († ~1292), Lord von Ludlow und Walterstone; ⚭ Johanna von Lusignan († 1323), eine Tochter Hugos XII. von Lusignan, Graf von La Marche.
    1. Joan de Geneville (* 2. Februar 1286, † 19. Oktober 1356), Erbin von Meath, Walterstone, Ludlow und Trim, 2. Baroness Geneville; ⚭ Roger Mortimer, 1. Earl of March (1287–1330).
    2. Maud de Geneville, Nonne in der Abtei Aconbury.
    3. Beatrice de Geneville, Nonne in der Abtei Aconbury.

  3. Walter von Joinville (⚔ 1304), Herr von Vaucouleurs.
  4. Johann I. von Joinville († nach 1334), Herr von Vaucouleurs.
    1. Johann II. von Joinville († nach 1319), Herr von Vaucouleurs, das er gegen 1335 eintauschte; ⚭ Margarete von Plancy.
      1. Anselm von Joinville († nach 1359), Herr von Méry-sur-Seine.
      2. Amadeus (Amé) von Joinville, Herr von Méry-sur-Seine.
        1. Johann Joinville, Herr von Lachy.
        2. Margarete von Joinville († nach Juli 1416), Herrin von Méry-sur-Seine, ⚭ Hugo VI. von Amboise († 1406), Herr von Chaumont.
        3. Isabella von Joinville, Herrin von Étrelles; ⚭ (1) Johann von Saarbrücken, Herr von Commercy und Venisy (Haus Broyes); ⚭ (2) Karl von Châtillon.

    2. Erhard von Joinville († ~1356), Herr von Doulevant; ⚭ Hélouis.
      1. Johann I. von Joinville († ~1359), Herr von Doulevant und Villiers-aux-Chênes.
        1. Johann II. von Joinville († nach 1390), Herr von Doulevant.
        2. Johanna von Joinville († nach 1395), Herrin von Doulevant; ⚭ (1) Wilhelm von Saux; ⚭ (2) Jakob von Hans.

      2. Margarete von Joinville, ⚭ Hugo von Amboise, Herr von La Maisonfort.

    3. Nicole von Joinville; ⚭ Philippe Fourrée, Herr von Thérouenne.

  5. Simon von Joinville († nach 1329), ⚭ Jeanne Fitzlyon.
    1. Nicolas de Joinville († 1324), bestattet in der Abtei von Trim.

  6. Nikolaus von Joinville († nach 1336), Herr von Morancourt und Signore di Miglionico, Grottole und Pietrapertosa.
  7. Wilhelm von Joinville († wohl 1322), Herr von Beauregard.
  8. Johanna von Joinville, ⚭ Johann I., Graf von Salm (Haus Salm).